# Herminio Motos Torrecillas
Herminio Motos Torrecillas, Beato (n. María (Almería); 9 de diciembre de 1877 - María (Almería); 13 de octubre de 1936), fue párroco arcipreste de María (Almería) (1912-1936), asesinado al principio de la Guerra civil española, víctima de la persecución religiosa.
Fue beatificado junto a 114 compañeros mártires el 25 de marzo de 2017 en Aguadulce-Roquetas de Mar (Almería) por el cardenal Angelo Amato. Su festividad es el 13 de octubre.

## Biografía
Nació en María (Almería) el 9 de diciembre de 1877, bautizado al día siguiente en la Parroquia de la Encarnación de su pueblo, fue el mayor de sus tres hermanas. De pequeño ayudaba a su madre, viuda, en una pequeña tienda de aceites y comestibles.
Ingresó en el Seminario Conciliar de San Indalecio de Almería en 1890, donde aprendió las Lenguas Clásicas de Latín y Griego, y realizó los cursos de Filosofía y Teología obteniendo las máximas notas. Fue ordenado sacerdote el 1 de junio de 1901 en la Catedral de la Encarnación de Almería por el Obispo Santos Zárate y Martínez.
Fue destinado como Sacerdote Adscrito a la parroquia de su pueblo y la Iglesia Filial de San Jacinto de La Alfahuara de María (Almería). En 1909 fue nombrado cura ecónomo de la Parroquia de San Sebastián de Almería. En 1911 se trasladó a la Parroquia de la Encarnación de Vera en calidad de arcipreste. En esta localidad brotó una epidemia de tifus y Herminio Motos prestó una gran ayuda y servicio a los enfermos, lo que le fue reconocido por las autoridades y por la Asamblea Suprema de la Cruz Roja Española otorgándole el Diploma de Medalla de Oro por su valor.
En 1912 consiguió mediante oposiciones ocupar el cargo de párroco de la Encarnación de María (Almería), su pueblo natal, siendo nombrado arcipreste. Dedicó su vida al servicio de los más desfavorecidos y ayudó a los más necesitados, como fue el caso de la epidemia de Gripe, que al igual que en la Ciudad de Vera le llevó a atender a aquellos a los que nadie se atrevía a visitar por miedo al contagio.
Participó en el III Sínodo Diocesano de 1929 como Párroco Consultor y Miembro del Consejo de la Predicación de la Palabra Divina.
Fue gran amigo y confidente de los Obispos de Almería Santos Zárate y Martínez, Bernardo Martínez Noval y Beato Diego Ventaja Milán.
Fundó el Sindicato Agrícola en María (Almería) y creó una fábrica de alpargatería para dar trabajo a las mujeres más desfavorecidas del pueblo.

## Muerte
Meses antes de su muerte sufrió la cárcel varias veces, su casa fue registrada y saqueada y le obligaron a abandonarla. Se refugió en un cortijo cercano al pueblo. En la madrugada del 13 de octubre de 1936 lo apresaron y lo asesinaron en la Dehesa de La Alfahuara de María (Almería) por odio a la fe. Su cuerpo fue encontrado por unos leñadores el 24 de diciembre de 1936 y trasladado al cementerio donde permaneció incorrupto hasta la beatificación.

## Festividad
Su festividad se celebra el 13 de octubre.
El 6 de noviembre se celebra la festividad de los Mártires del Siglo XX en España.